# Jorge Morales Adriasola
Jorge Carlos Morales Adriasola (Ancud, 2 de octubre de 1931-Coquimbo, 4 de octubre de 2019) fue un médico y político chileno, alcalde de La Serena en los años sesenta, mismo cargo en Coquimbo en los años setenta y ochenta, y diputado por Coquimbo, Ovalle y Río Hurtado entre 1990 y 1994. Se casó con Blanca Mettifogo, con quien tuvo una hija.
También se desempeñó como presidente comunal de Renovación Nacional en Coquimbo.

## Primeros años
Sus primeros estudios los realizó en el Instituto Nacional y posteriormente en el Internado Nacional Barros Arana. Al concluir su enseñanza secundaria, ingresó a estudiar Medicina en la Universidad de Concepción, carrera que continuó en la Universidad de Chile, lugar en donde se recibió de cirujano.
En 1957 se radicó en la provincia de Coquimbo para trabajar en el Servicio Médico Nacional de Empleados, especializándose en patologías broncopulmonares.

## Carrera política
En 1963 se presentó como candidato del Partido Radical en las elecciones municipales, y resultó elegido alcalde de La Serena con la primera mayoría de votos. En las elecciones municipales de 1967 fue reelecto en su cargo. Durante su gestión se realizó el hermanamiento de La Serena con la ciudad japonesa de Tenri en agosto de 1966.
Renunció al Partido Radical en 1970 al no apoyar la candidatura de Salvador Allende y la incorporación de su conglomerado a la Unidad Popular. En las elecciones municipales del año siguiente fue elegido regidor de La Serena como candidato independiente, y en los meses siguientes se incorporó al Partido Nacional.
En 1978 fue designado alcalde de Coquimbo, cargo que desempeñó hasta 1989. En 1979 participó de la reorganización del Servicio Médico Nacional, que posteriormente se convirtió en el Fondo Nacional de Salud (FONASA).
En 1989 ingresó a Renovación Nacional y en las elecciones parlamentarias fue elegido diputado por el distrito 8 —Coquimbo, Ovalle y Río Hurtado—. En ese período integró la Comisión Permanente de Salud de la Cámara de Diputados.
En 1993 postuló a la reelección, sin embargo fue derrotado por Jorge Pizarro y Francisco Encina. En 1997 volvió a presentarse como candidato, pero fue nuevamente derrotado, esta vez por Patricio Walker y el reelecto Encina.
En las elecciones de consejeros regionales de 2013 fue candidato por la Provincia de Elqui, sin embargo no resultó elegido. El 5 de mayo de 2018 fue declarado «Ciudadano Ilustre» por la Municipalidad de Coquimbo.

## Historial electoral

### Elecciones municipales de 1963
- Elecciones municipales de 1963 - Regidores para la comuna de La Serena[5]

### Elecciones municipales de 1967
- Elecciones municipales de 1967 - Regidores para la comuna de La Serena[6]

### Elecciones parlamentarias de 1969
- Elecciones parlamentarias de 1969 - Diputados para la 4° Agrupación Departamental (Coquimbo)[7]

### Elecciones parlamentarias de 1973
- Elecciones parlamentarias de 1973 - Diputados para la 4° Agrupación Departamental (Coquimbo)[8]

### Elecciones parlamentarias de 1989
- Elecciones parlamentarias de 1989 - Diputados para el distrito 8 (Coquimbo, Ovalle y Río Hurtado)[9]

### Elecciones parlamentarias de 1993
- Elecciones parlamentarias de 1993 - Diputados para el distrito 8 (Coquimbo, Ovalle y Río Hurtado)[10]

### Elecciones parlamentarias de 1997
- Elecciones parlamentarias de 1997 - Diputados para el distrito 8 (Coquimbo, Ovalle y Río Hurtado)[11]

### Elecciones de consejeros regionales de 2013
- Circunscripción provincial Elqui (comunas de La Serena, Coquimbo, La Higuera, Vicuña, Paihuano y Andacollo).